# انترتینمنت وان فیلمز
انترتینمنت وان فیلمز  یکی از چندین بخش متعلق انترتینمنت وان است.